# 에이치 중간자
에이치 중간자(영어: h meson)와 에이치 프라임 중간자(영어: h-prime meson)는 위 쿼크와 아래 쿼크, 기묘 쿼크로 이루어진 중성 스칼라 중간자다. 바닥 상태의 질량은 1170 MeV로, 무거운 편이다. 더 무거운 공명 상태(h₁(1380) 등)도 발표되었으나, 검증되지 않았다. 로 중간자와 파이온으로 붕괴하는 것이 관측되었다. 기호는 라틴 소문자 에이치(h)이다.